# حبیب پاشا السعد
حبیب پاشا السعد (عربی: حبيب باشا السعد؛ ۱۸۶۷ – ۵ مهٔ ۱۹۴۲) سیاست‌مدار اهل لبنان بود. وی از تاریخ ۱۰ اوت ۱۹۲۸ تا تاریخ ۹ مه ۱۹۲۹ سمت نخست‌وزیری و از تاریخ ۳۰ ژانویه ۱۹۳۴ تا تاریخ ۲۰ ژانویه ۱۹۳۶ سمت ریاست‌جمهوری لبنان را برعهده داشت.
حبیب پاشا السعد در ۵ مهٔ ۱۹۴۲، در سن ۷۵ سالگی درگذشت.
وی همچنین برندهٔ جوایزی همچون لژیون دونور (افسر) شده‌است.